# Ernst Albert Fischer-Cörlin

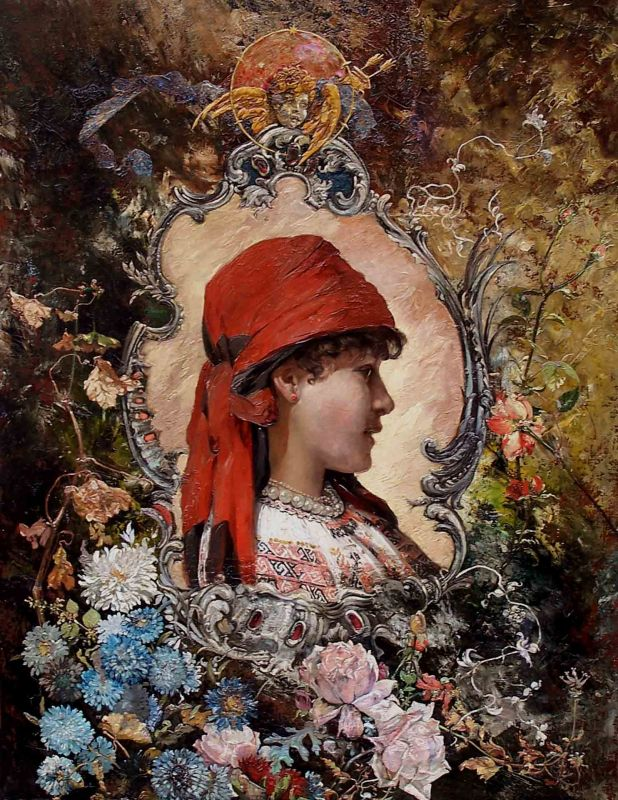
Pusztamädchen

Ernst Albert Fischer-Cörlin (* 22. August 1853 in Körlin an der Persante; † 27. Februar 1932 in Berlin) war ein deutscher Maler.

## Leben
Fischer-Cörlin studierte an der Preußischen Akademie der Künste Berlin bei Eduard Daege und Julius Friedrich Anton Schrader, danach war er sechs Jahre lang Meisterschüler bei Anton von Werner. Nach dem Studium war er in Berlin als freischaffender Künstler tätig. Von 1877 bis 1892 nahm er an der Ausstellung der Preußischen Akademie und ab 1893 an der Großen Berliner Kunstausstellung teil. Fischer-Cörlin war Mitglied der Allgemeinen Deutschen Kunstgenossenschaft.